# Nerocila congener
Nerocila congener är en kräftdjursart som beskrevs av Edward John Miers 1880.
Nerocila congener ingår i släktet Nerocila och familjen Cymothoidae. Inga underarter finns listade i Catalogue of Life.